# Andrej Zupan
Andrej Zupan (* 9. Februar 1971) ist ein früherer slowenischer Biathlet, der seine Erfolge vor allem im Bogenbiathlon erreichte.
Andrej Zupan bestritt zunächst in der Saison 1992/1993 einige Rennen im Winterbiathlon. Sein erstes Rennen bestritt er bei einem Einzel in Pokljuka und wurde 98. Beim folgenden Sprint erreichte er mit einem 94. Platz sein bestes Weltcup-Resultat.
Gegen Ende des Jahrzehnts wechselte er zum Bogenbiathlon. Abgesehen von den ersten Weltmeisterschaften 1998 nahm er zwischen 1999 und 2007 an allen sechs Bogenbiathlon-Weltmeisterschaften teil. 2001 gewann er in Kubalonka hinter Rekordweltmeister Andrei Markow mit Silber im Massenstartrennen seine erste WM-Medaille. Auch ein Jahr später in Pokljuka gewann er eine Silbermedaille, nun mit Rok Rant, Boris Andrejka und Matej Krumpestar als Startläufer der Staffel hinter der Vertretung Russlands. Sein erfolgreichstes Jahr hatte er 2003 in Krün. Im Sprint gewann er vor Markow die Goldmedaille. Mit Ivan Maradin, Vid Vončina und Krumpestar gewann er zudem hinter Russland und der Ukraine Staffelsilber. Auch 2004 gewann er in Pokljuka wieder Medaillen. Im Sprint wie auch im Verfolgungsrennen war er Zweiter hinter Markow, auch im Staffelrennen gewann er mit Jože Poklukar, Gaber Lah und Krumpestar die Silbermedaille. Letzte Medaillen gewann Zupan 2005 in Forni Avoltri mit Silber im Sprint hinter Igor Borissow sowie mit Krumpestar, Jaka Marinšek und Voncina hinter der Vertretung Russlands im Staffelwettbewerb.
Auch auf europäischer Ebene war Zupan erfolgreich und nahm an beiden Europameisterschaften teil, die ausgetragen wurden. 2000 gewann er in Pokljuka vor Sebastien Gardoni und Alberto Peracino den Titel im Verfolgungsrennen und war hinter Fabrizio Salvadori und Gardoni Dritter des Einzels. 2001 gewann er an selber Stelle erneut vor Maxim Menschikow und Peracino den Titel im Verfolger. Im Weltcup wurde Zupan 2002 hinter Michail Woronin und Hugo Loewert Dritter der Gesamtwertung. 2004 war nur Markow besser, 2005 wurde der Slowene hinter Igor Borissow und Markow erneut Dritter der Gesamtwertung. Den Verfolgungsweltcup gewann er 2002.

## Biathlon-Weltcup-Platzierungen
Die Tabelle zeigt alle Platzierungen (je nach Austragungsjahr einschließlich Olympische Spiele und Weltmeisterschaften).
- 1.–3. Platz: Anzahl der Podiumsplatzierungen
- Top 10: Anzahl der Platzierungen unter den ersten zehn (einschließlich Podium)
- Punkteränge: Anzahl der Platzierungen innerhalb der Punkteränge (einschließlich Podium und Top 10)
- Starts: Anzahl gelaufener Rennen in der jeweiligen Disziplin

| Platzierung                                | Einzel | Sprint | Verfolgung | Massenstart | Team | Staffel | Gesamt |
| ------------------------------------------ | ------ | ------ | ---------- | ----------- | ---- | ------- | ------ |
| 1. Platz                                   |        |        |            |             |      |         |        |
| 2. Platz                                   |        |        |            |             |      |         |        |
| 3. Platz                                   |        |        |            |             |      |         |        |
| Top 10                                     |        |        |            |             |      |         |        |
| Punkteränge                                |        |        |            |             |      |         |        |
| Starts                                     | 2      | 1      |            |             |      |         | 3      |
| Stand: Daten möglicherweise nicht komplett |        |        |            |             |      |         |        |